# Ramon Balasch i Pinyol
Ramon Balasch i Pinyol (Cornellà de Llobregat, el Baix Llobregat, 1950) és un editor, poeta i filòleg català. Llicenciat en filologia clàssica per la Universitat de Barcelona, va publicar els reculls poètics Remor de rems (1972, Premi Amadeu Oller) i Aigües d'enlloc (1973, Premi Recull). Amb Occit enyor (1975), guanyà el Premi Carles Riba el 1974. En col·laboració amb el pintor Joan-Pere Viladecans, va publicar Alicates (1978, Premi de la Crítica). El 1972 contreu matrimoni amb la poeta i novel·lista Maria-Mercè Marçal.
Fou cofundador i editor de Llibres del Mall, activa des de 1973 fins al 1988, editorial que va sorgir, segons el tríptic inicial de subscripció, «de la voluntat de donar una resposta a determinades deficiències del panorama editorial català: la desaparició, l'avortament de diverses temptatives, la vida letàrgica de les col·leccions del país, la porta tancada a noves vocacions i provatures». Llibres del Mall va ser una important editorial de poesia, no sols per la cura de les edicions, els materials utilitzats, la qualitat del paper i les tintes; sinó també per il·lustrar cada llibre amb litografies o il·lustracions de pintors destacats com Joan-Pere Viladecans, Josep Guinovart, Albert Ràfols-Casamada, etc.
El 1996 funda i dirigeix Clipmèdia Comunicació, al Parc Tecnològic del Vallès, empresa amb què va editar una biografia sobre el general Josep Moragues, escrita per Àlex Barnils. Va ser secretari personal de Salvador Espriu, i juntament amb Andrés Sánchez Robayna, va editar l'obra completa bilingüe del mateix Espriu. També va conservar molts escrits inèdits de l'autor, i anys més tard, el 2013, publicà un últim llibre pòstum de Salvador Espriu, Ocnos i el parat esglai, amb més de 800 pàgines, moltes inèdites, ja sota l'editorial Balasch Editor.